# Modulátor

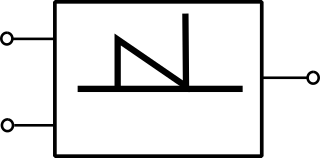
Modulátor rajzjel

A modulátor egy olyan áramkör, illetve eszköz, amely modulációt végez, vagyis a vivőjel bizonyos tulajdonságait az átvinni kívánt információ függvényében megváltoztatja.
A modulátornak legalább két bemennete van:
- a vívőfrekvenciás jel
- az információt tartalmazó jel, moduláló jel

A modulátornak egy kimenete van:
- modulált jel

Általánosan elmondható, hogy a vivőfrekvencia mindig nagyobb a moduláló jel frekvenciájánál, annak többszöröse, a moduláló jel legmagasabb frekvenciájának legalább 5-szöröse.

## Modulátorok osztályozása

### Felépítés alapján
- Passzív modulátor: olyan modulátor, amely külső tápfeszültség nélkül üzemel.
- Aktív modulátor: erősítőelemet, tranzisztort, FET-et, elektroncsövet, vagy egyéb aktív komponenst tartalmaz, működéséhez tápellátás szükséges.
- Digitális modulátor: Processzor által megvalósított moduláció (pl. SDR)

### Jelfeldolgozás alapján

#### AMmodulátorok
Az AM modulátorok olyan kapcsolások, amely a bevitt jel hatására, a vivőfrekvencia amplitúdójának változtatásával képzi a modulált jelet.
- Diódás modulátor
- Tranzisztoros modulátor
- Ring-modulátor

#### Szögmodulációs,FMmodulátorok
Az FM modulátorok olyan kapcsolások, amely a bevitt jel hatására, a vivőfrekvencia megváltoztatásával képzi a modulált jelet. Az FM modulátor lehet része a vivőfrekvenciát előállító oszcillátornak, vagy lehet egy helyi oszcillátorral rendelkező kapcsolás, aminek kimenetét hozzákeverik a vivőfrekvenciához.
- Varicap diódás modulátor